# Eva Lopez
Eva Lopez (Avignone, ...) è una cantante e cantautrice francese.

## Biografia
È all'età di soli sei anni che Eva Lopez si avvicina al canto e alla danza, prima ad Avignone e successivamente presso la scuola di Jazz moderno di Montpellier. Partecipa ad alcuni stages presso il conservatorio di musica lirica di Béziers; parallelamente è corista in orchestre di grande prestigio come "la grande orchestre de René Coll", e canta nel locale di René Cerdan (figlio di Marcel Cerdan) a Montpellier.
Intraprende un viaggio in India per seguire corsi di musica e canto presso la scuola di Ravi Shankar. Superati poi i casting d'entrata alla scuola di canto di Pierre Malar, Eva si ferma a Parigi.
È proprio Pierre Malar che ritrova nell'interpretazione e nella voce di Eva Lopez le caratteristiche di quella grande artista che lo aveva lanciato decenni prima, Édith Piaf. 
Affascinato dalla voce di Eva, Pierre Malar le offre di cantare una canzone scritta da lui in omaggio alla grande Piaf.
Eva torna in India per una serie di concerti, poi in Messico per una tournée di "chansons françaises" e di brani classici spagnoli.
Nel 2005 è invitata dall'Ambasciata di Francia a Roma, in occasione della cerimonia del 14 luglio, per cantare La Marseillaise.
Il 14 luglio 2006 Eva Lopez è chiamata dall'Institut Français de Florence e dal “Consulat de France à Florence" per dare un concerto a Firenze. Da quel momento diventa l'ambasciatrice della chanson française in Italia, dà numerosi concerti interpretando canzoni di Edith Piaf, Barbara, Jacques Brel, Gilbert Becauld, Léo Ferré, nonché brani inediti personali.
Nel marzo 2008, chiamata dall'Ambasciata di Francia in Kosovo, Eva Lopez canta a Pristina in occasione della semaine de la francophonie  si esibisce accompagnata al pianoforte e alla fisarmonica dal Maestro Marco Lo Russo aka Rouge.
Nel dicembre 2008, in occasione della 38sima giornata dell'Europa, Eva Lopez riceve il "Premio personalità Europea", consegnato nella Sala della protomoteca del Campidoglio a Roma.
Insieme all'attore Vincenzo Bocciarelli, incide nel 2008, un CD di musica e poesia Je t'aime. Con il poeta Beppe Costa,inizia una collaborazione dando vita a uno spettacolo "Ho ancora voglia di sognare”: La parola intensa ed evocativa della poesia di Beppe Costa dialoga con la grande tradizione della chanson française completamente rivisitata da Eva Lopez.
È la “Maison Française” e il “Kennedy Center” di Washington DC che in settembre 2009 accoglieranno il concerto di Eva Lopez e dei suoi musicisti.
Il 6 dicembre Eva Lopez si esibisce con il suo recital di "chansons françaises" presso il teatro Politeama di Catanzaro. Giugno 2022 Eva Lopez Quartet  esegue Dalida all'auditorium Casalinuovo di Catanzaro (It). Una creazione musicale "jazz". 

## Premi
Nel dicembre 2008, in occasione della 38sima giornata dell'Europa, Eva Lopez riceve il “Premio personalità Europea”.